# Мелетий (Андонов)
Митрополи́т Меле́тий (также известен как Меле́тий Зогра́фский; 1832, Струмица, Македония, Османская империя — 6 мая 1891, Каир) — епископ Болгарской православной церкви, митрополит Софийский, действительный член Болгарского литературного общества.

## Биография
Родился в 1832 году в городе Струмица в семье сапожника Спаса (Спиридона) Андонова. Его брат Георгий Спасов впоследствии стал одним из предводителей на болгарской партии в Струмице.
В 1847 году отец отправил его к дяде иеромонаху Антиму Ризову в Зографский монастырь, где в 1851 году он принял монашество и был рукоположен во иеродиакона. В 1858 году продолжил обучение в Афинском духовном училище и, одновременно, служил диаконом в русской посольской церкви. По окончании училища в течение двух лет слушал лекции на теологическом факультете Афинского университета.
Затем уехал в Константинополь, где просил русского посла ходатайствовать о поступлении в Московскую духовную семинарию, но обстоятельства не позволили ему выехать в Россию. Он вернулся в Зограф, затем учился в Вене и два года богословию в Берлине. Из Берлина он уехал в Россию и учился в Кишиневской духовной семинарии. Затем с 1864 по 1866 год учился в Санкт-Петербургской духовной академии, однако прервал обучение. До 1869 года находился в Киприановском монастыре в Бессарабии, подчинённом Зографу, где переводил с русского языка богословские сочинения. В 1867 году рукоположен во иеромонаха.
В 1869 году прибыл в Константинополь, а в 1871 году работал в качестве проповедника и учителя в Ямболе и Сливене; боролся с протестантской пропагандой и фанариотами. Изданная им брошюра Българската правда и гръцката кривда (Въ книгопечатницата на А. Минасяна у Джамлъ хан, 1872) вызвала оживлённую полемику в греческих газетах.
15 октября 1872 года в храме Святого Стефана в Константинополе экзарх Болгарский Анфим возглавил хиротонию Мелетия Зографского во епископа Софийского.
В мае 1876 года, после подавления Апрельского восстания, был арестован, поскольку власти подозревали его, в том, что он давал убежище четникам Христо Ботева и собирал сведения о турецких зверствах во время восстания. Осенью 1877 года поселился в Болгарском экзархате в Константинополе, но после начала русско-турецкой войны, 3 ноября, без разрешения экзарха, покинул город и бежал в Румынию, где присоединился к русским войскам. За оставление епархии в тяжёлый момент и создание своими действиями угрозы Экзархату, Мелетий был приговорён 10 декабря 1877 года к ссылке; на его место викарием епархии был назначен митрополит Досифей Самоковский. В смутные времена, предшествовавшие освобождению, приговор не вступил в силу и Мелетий возвратился в свою епархию.
Включился в движение болгарского народа против Берлинского договора. Осенью 1878 года стал председателем софийского комитета «Единство». Становится депутатом Учредительного собрания.
Митрополит Мелетий был среди учредителей Национальной библиотеки в Софии, в дар которой пожертвовал свою коллекции печатных и рукописных книг.
С 1881 года — член-корреспондент, а с 1884 года — действительный член Болгарского литературного общества.
Поддержал переворот 1881 года, встав на сторону на консерваторов против генералов, за что 24 февраля 1883 года арестован и сослан в Рильский монастырь. Впоследствии переселился в Кюстендил.
В 1891 году выехал на лечение в Египет. Скончался 6 мая того же года в Каире. Погребён в монастыре Святого Георгия в старом городе.
Переводил богословскую литературу с русского на болгарский, написал несколько богословских трудов.